# Grenzebach (Gemeinde)
Grenzebach war eine kurzlebige Gemeinde im hessischen Landkreis Ziegenhain. Heute gehört ihr ehemaliges Gebiet zur Gemeinde Frielendorf im Schwalm-Eder-Kreis.

## Geschichte
Im Zuge der Gebietsreform in Hessen bildeten am 31. Dezember 1971 die bis dahin selbständigen Gemeinden Leimsfeld, Obergrenzebach und Schönborn die neue Gemeinde Grenzebach.
Da die Gemeinde Grenzebach nach Ansicht der hessischen Landesregierung noch immer zu klein war, wurde sie am 1. Januar 1974 kraft Landesgesetz mit der zuvor gebildeten Großgemeinde Frielendorf und sechs weiteren Gemeinden zur neuen Großgemeinde Frielendorf zusammengeschlossen. Diese wechselte in den neu geschaffenen Schwalm-Eder-Kreis. Als Verwaltungssitz wurde Frielendorf bestimmt. Für alle ehemals eigenständigen Gemeinden wurden Ortsbezirke geschaffen.